# Crocchetta

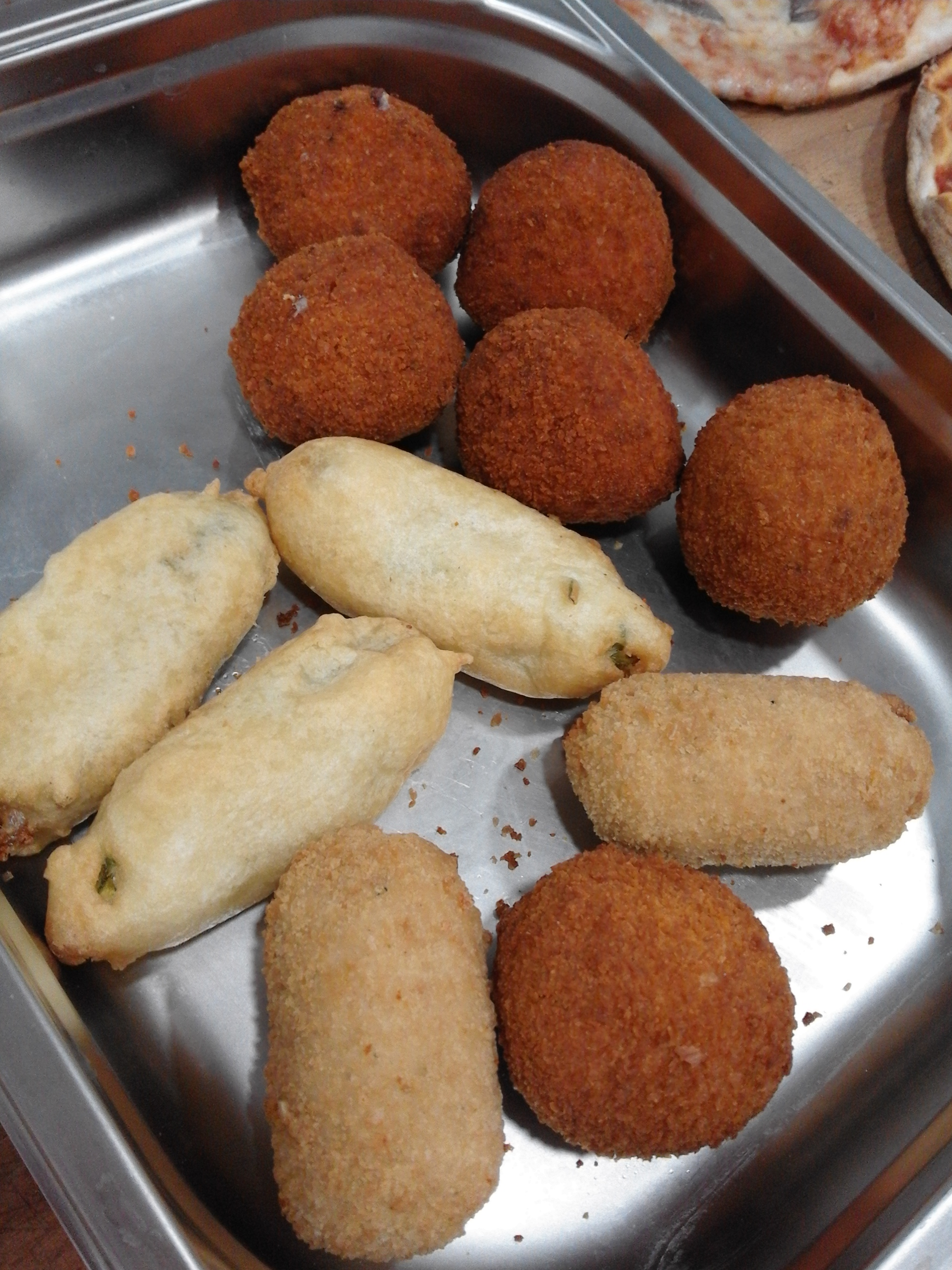
Diversi tipi di crocchette

La crocchetta (dal francese croquette, derivato di croquer con significato di croccare) è una pietanza generalmente di carne macinata, di pesce, di patate o di riso solitamente a forma cilindrica o sferica, impastata nel tuorlo dell'uovo, impanata e fritta in padella in olio o burro. 

## Diffusione
Particolarmente noti nella cucina italiana sono gli arancini di riso, i supplì e le crocchette di riso alla milanese. Tipici della cucina quotidiana sono le crocchette di patate, le più facili da preparare.
Un altro tipo noto sono le crocchette di pollo, a base di carne di pollo impanata o impastellata. Fanno parte sia del fritto misto alla bolognese che del fritto misto alla piemontese.
A questa tipologia si avvicina anche una tradizionale ricetta russa, crocchette di pollo (definite in russo come cotolette) alla Pozarskij.